# Свети Пантелеймон (Горно Нерези)
Вижте пояснителната страница за други значения на Свети Пантелеймон.
„Свети Пантелеймон“ (на македонска литературна норма: „Свети Пантелејмон“) е средновековен православен манастир, разположен над село Горно Нерези в близост до Скопие, част от византийското историческо наследство в областта.
Съграден е, според надписа над входа на църквата, от император Мануил I Комнин през 1164 година. Манастирската църква съхранява едни от най-забележителните стенописи от 1164 година в стил от епохата на Комнините (1081 – 1185).
Царските двери в църквата са от средата XVI век и са дело на изтъкната художествена работилница, действала на територията на Охридската архиепископия. Други произведения от същата работилница са царските двери на „Света Богородица Перивлепта“ – днес в Националния исторически музей в София, дверите от „Големи Свети Врачи“ – днес на иконостаса на „Света Богородица Перивлепта“, дверите от неидентифицирана църква в Охрид – днес в Националния музей в Белград, дверите в „Свети Никола“, дверите от „Свети Георги“ в Горна Влашка махала в Охрид и дверите от „Свети Никола“ в Присовяни.
Към 1842 година игумен на манастира е архимандрит Серафим Тетовски.